# Isabella (krater wenusjański)
Isabella – krater uderzeniowy na powierzchni Wenus o średnicy 175 km, położony na 29° szerokości północnej i 204° długości wschodniej.
Decyzją Międzynarodowej Unii Astronomicznej w 1994 roku został nazwany na cześć hiszpańskiej królowej Izabeli I Kastylijskiej (1451–1504).